# Egaenus marenzelleri
Egaenus marenzelleri is een hooiwagen uit de familie echte hooiwagens (Phalangiidae).